# Gerry Geran
Pierce George Geran, detto Gerry (Holyoke, 3 agosto 1896 – Brooklyn, 8 settembre 1981), è stato un hockeista su ghiaccio statunitense.

## Palmarès

### Olimpiadi
- Argento a Anversa 1920 nell'hockey su ghiaccio.